# Царевичи
Царе́вичи (карел. Čarviča) — деревня в Прионежском районе Республики Карелия, входит в состав Шуйского сельского поселения.

## География
Деревня находится на берегах озёр Кончезеро и Укшозеро, на автодороге Петрозаводск —Марциальные Воды.

## История
Численность населения в 1905 году составляла 27 человек. В начале XX века в деревне находилось имение потомков начальника Олонецких горных заводов Н. Ф. Бутенева. В 1915—1945 годах на своей даче жил и работал художник Вениамин Попов.

## Население
| 2002 | 2009 | 2010 | 2013 |
| ---- | ---- | ---- | ---- |
| 9    | ↘7   | ↘5   | ↗8   |

## Улицы
В деревне имеется одна улица — Озёрная.

## Достопримечательности
Действует часовня Николая Чудотворца.
К юго-востоку от деревни находится государственный ботанический заказник карельской берёзы, созданный для сохранения и воспроизводства карельской берёзы — особо охраняемая природная территория.